# Машка (приток Чира)
Машка — река в Ростовской области России, левый приток Чира (бассейн Дона). Длина 40 км, площадь водосборного бассейна — 255 км². Течёт по холмистой степной местности.

## Общая физико-географическая характеристика
Машка берёт начало на Донской гряде (у хутора Шаповаловка). От истока и до устья Машка течёт преимущественно с северо-востока на юго-запад, к низовьям немного отклоняясь в западном направлении. Высота обоих берегов почти одинакова, однако левый берег более пологий. Притоки реки представлены достаточно короткими балками и оврагами.
Река маловодна, вплоть до хутора Машинский пересыхает.
Машка протекает по территории Обливского района Ростовской области.

### Населённые пункты
От истока к устью: хутора Бокачевка, Алексеевский, Машинский.